# Galerie Artziwna

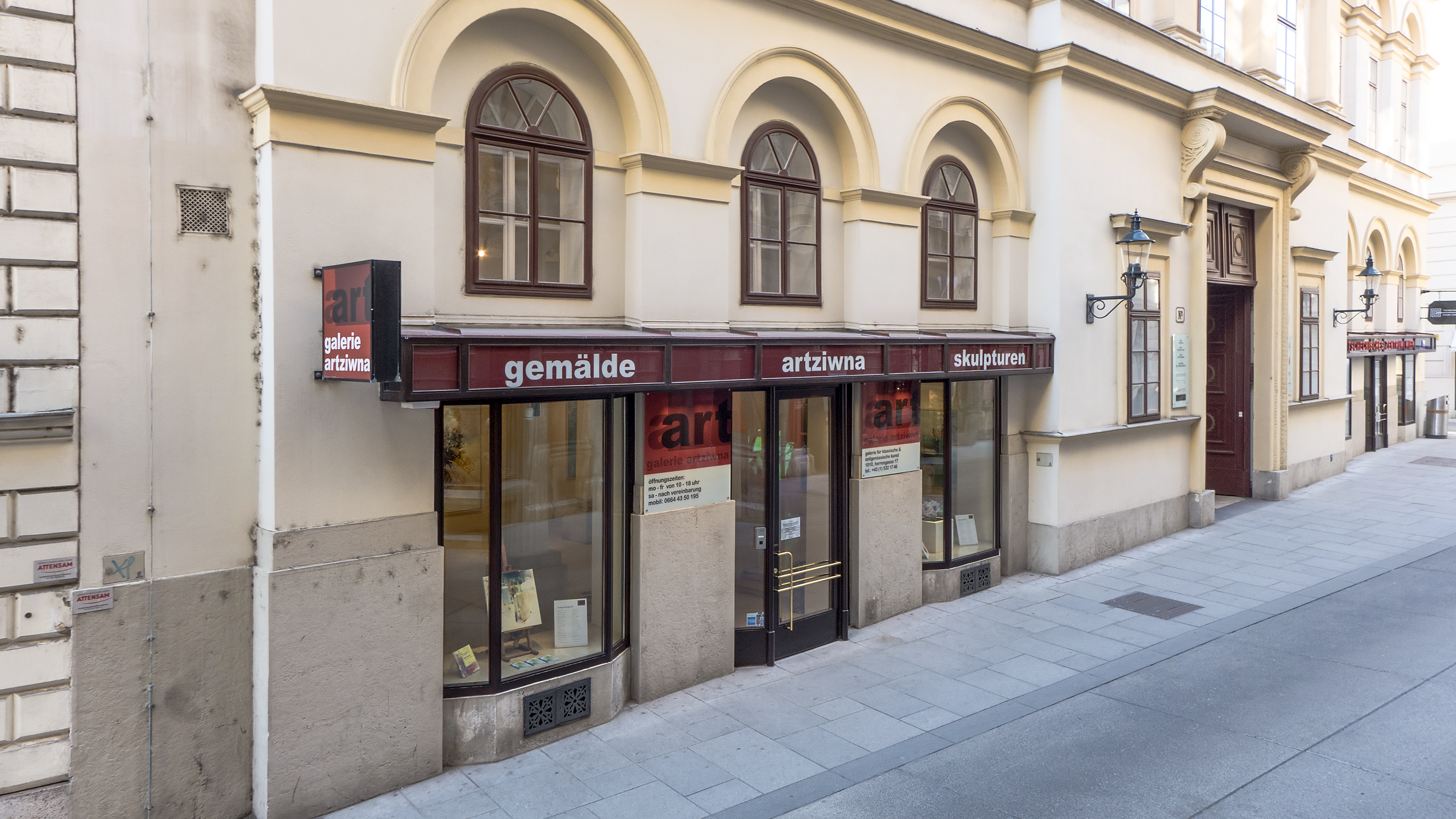
Galerie Artziwna in der Herrengasse

Die Galerie Artziwna GmbH ist eine Kunstgalerie im 1. Wiener Gemeindebezirk in der Herrengasse 17. Der Schwerpunkt der Galerie liegt hauptsächlich auf Gemälden und Skulpturen Österreichischer und Internationaler Künstler der Nachkriegszeit.
Nach eigenen Angaben arbeitet die Galerie mit Künstlern wie Carl Unger, Franz Elsner, Alfred Kornberger, Sinasi Bozatli, Oskar Höfinger oder Leopold Ganzer zusammen. Sie präsentierte auch die zeitgenössischen österreichischem Künstler Franz Grabmayr, Hans Staudacher, Arnulf Rainer oder Hermann Nitsch.

## Ausstellungen
- 2012 Eröffnungsausstellung der Galerie "Von Brueghel bis Mack"[1]
- 2012 Staudacher Hans "Ausgewählte Werke aus 6 Jahrzehnten"
- 2013 Waltinger Ty "Cryo Paintings"*
- 2013 Kornberger Alfred "Eine Retrospektive"
- 2013 Dali Salvador "Skulpturen und Grafiken"*
- 2014 Ganzer Leopold "Natur und Abstraktion – eine Symbiose"*
- 2014 Bozatli Sinasi "New York – Wien – Istanbul"*
- 2014 Julia Hanzl – "Grotesk Art"*
- 2016 Paar Ernst "Verkaufsausstellung und Buchpräsentation des Künstlernachlasses"*
- 2016 Herbstausstellung und Katalogpräsentation Franz Grabmayr*
- 2017 Bozatli Sinasi "New York – Wien – Istanbul" *